# Lorraine cœur d'acier
Lorraine Cœur d'Acier, ou LCA, est une radio pirate fondée le 17 mars 1979 par la CGT dans la ville de Longwy, en Meurthe-et-Moselle, pour lutter contre les fermetures d'usines dans le milieu sidérurgique.

## Historique

### L'expérience SOS Emploi
Une première radio pirate, SOS Emploi, est créée à Longwy par la CFDT. Cette radio émet à partir de décembre 1978 depuis une antenne installée sur le crassier de Senelle. Le contenu évoque la lutte en cours dans la sidérurgie, et s'ouvre aussi à tous les sujets et tous les intervenants. Après un an de fonctionnement, la radio de la CFDT cesse d'émettre fin 1979,.

### Lorraine Cœur d'Acier
Créée peu après par la CGT, la radio Lorraine Cœur d'Acier reprend le principe d'une antenne ouverte à la parole de tous.
Animée par les journalistes Marcel Trillat et Jacques Dupont, la radio diffuse quelques heures par jour, illégalement, à partir de la mairie de Longwy-Haut, l'émetteur étant placé sur le sommet du clocher de l'église voisine,,.
À chaque tentative d'évacuation par les CRS, on y sonne le tocsin et des milliers de personnes viennent protéger la radio. La chanson Le Chiffon rouge de Michel Fugain et Maurice Vidalin en constitue l'emblème musical.
À l'été 1980, les nouveaux dirigeants de la CGT évincent les deux journalistes et en modifient le contenu. La radio perd de son influence et finit par être évacuée par les CRS début 1981.
La particularité de cette radio résidait dans son ouverture : la parole n'était pas réservée qu'aux syndicats. Quiconque voulait intervenir le pouvait. La porte du studio était ouverte à tous : ouvriers, militants ou sympathisants de gauche comme de droite (sauf d'extrême-droite), habitants, du communiste à la religieuse. C'était une radio véritablement libre et fondée sur la solidarité.
Dans l'ouvrage De Colère rouge, Guy-Joseph Feller affirme que « Lorraine Cœur d’Acier reste l’un des événements les plus considérables des luttes sociales de Longwy (avec les Flammes de l’Espoir ou la première télé pirate, SOS Emploi de la CFDT) en 1978/1979 lors de la crise de la sidérurgie consécutive au premier plan acier (Raymond Barre, premier ministre). Elle aura permis à beaucoup de gens de prendre la parole et de dire leurs vies, de se rassembler aussi autour d’un projet fédérateur et fraternel.»
Lorraine Cœur d'Acier a accueilli des politiques comme Georges Marchais, Daniel Cohn-Bendit, Alain Krivine, Françoise Giroud, Jean-Jacques Servan-Schreiber. Gérard Noiriel, historien spécialiste de l'immigration, y a tenu la rubrique "histoire" au début des années 1980. La radio diffusait aussi de la poésie, de la musique (du jazz) et des histoires de vies.

### Archives
Les archives sonores de Lorraine Cœur d'Acier réunies par l'Institut d'histoire sociale de la CGT sont conservées aux Archives départementales de la Seine-Saint-Denis.

## Dans la culture

### Filmographie
- Lorraine cœur d’acier, une radio dans la ville, film documentaire de Jean Serres et Alban Poirier, 1981[17],[18],[19].
- Radio Lorraine Cœur d'Acier - La Parole libérée, film documentaire d'Isabelle Cadière, 2009[20].
- Radio Lorraine Cœur d'Acier, une radio libre au cœur de la liberté d'information (2020, 70 min), entretien avec Marcel Trillat, réalisation Jeanne Menjoulet, Centre d'Histoire sociale des mondes contemporains (CHS)[21].
- Les Ondes du souvenir, téléfilm de Sylvie Ayme, 2020[22],[23],[24]. La répression par Valéry Giscard d'Estaing des radios libres LCA et Radio-Quinquin, sur fond de désindustrialisation forcée est la trame de ce téléfilm policier, tourné en grande partie à Longwy, et succès populaire avec une audience leader de 5,4 millions de téléspectateurs[25],[26].

### Théâtre
- Longueur d’ondes, histoire d’une radio libre, de Bérangère Vantusso[27],[28].
- Longwy Texas, de Carole Thibaut

,.

### Musique
De 2007 à 2009 un groupe punk rock de Longwy a repris ce nom en hommage. Les membres du groupe portaient des bleus de travail noirs de suie ainsi qu'un casque d'ouvrier.